# Österreichische Volleyball-Meisterschaft 2009/10 (Männer)
Die österreichische Volleyball-Meisterschaft der Männer wurde 2009/10 zum 39. Mal ausgetragen. Die höchste Spielklasse ist die österreichische 1. Bundesliga, die von zwölf Mannschaften, davon waren drei automatisch für das Play-off qualifiziert, bestritten wurde. Meister wurde zum 4. Mal Hypo Tirol Volleyballteam.

## 1. Bundesliga

### Modus
1. Bundesliga
In der 1. Bundesliga spielen die besten drei Volleyballmannschafen, die an der Mitteleuropäischen Volleyball-Liga (englisch Middle European Volleyball Zonal Association), kurz (MEVZA), teilnehmen, in Setzspiele um die Setzliste für die Play-off-Phase. Den Grunddurchgang bestreiten maximal zehn Mannschaften, die in einer Hin- und in einer Rückrunde gegeneinander antreten und damit werden maximal 18 Runden ausgetragen.
Anschließend spielen in die Play-off-Phase die ersten acht Mannschaften in Viertelfinale, Halbfinale und Finale um den Meistertitel, wobei die Viertelfinali in maximal drei Spielen (best of three), die Halbfinale in maximal fünf Spielen (best of five) und das Finale in maximal sieben Spielen (best of seven) entschieden werden.

### Setzspiele für die Play-off-Phase
Abschlusstabelle
| Pl.                                | Mannschaft                    | Sp. | S  | N  | Sätze | Spiel-Pkt | Punkte |
| ---------------------------------- | ----------------------------- | --- | -- | -- | ----- | --------- | ------ |
| 01.                                | Hypo Tirol Volleyballteam (M) | 04  | 04 | 0  | 012:3 | 0365:335  | 011    |
| 02.                                | SK Aich/Dob                   | 04  | 01 | 03 | 06:10 | 0338:366  | 04     |
| 03.                                | SG hotVolleys (C)             | 04  | 01 | 03 | 05:10 | 0349:351  | 03     |
| Stand: Endstand. Quelle: volleynet |                               |     |    |    |       |           |        |

| (M) | Österreichischer Meister 2008/09 |
| (C) | ÖVV-Cup-Sieger 2008/09           |

Spiele im Detail
| Datum      | Team 1                    | Team 2                    | Ergebnis                                |
| ---------- | ------------------------- | ------------------------- | --------------------------------------- |
| 31.10.2009 | SK Aich/Dob               | Hypo Tirol Volleyballteam | 2:3 (25:20, 25:23, 21:25, 18:25, 13:15) |
| 06.11.2009 | SK Aich/Dob               | SG hotVolleys             | 3:1 (25:18, 20:25, 25:22, 25:21)        |
| 16.11.2009 | SG hotVolleys             | Hypo Tirol Volleyballteam | 1:3 (28:30, 25:23, 25:27, 18:25)        |
| 23.01.2010 | Hypo Tirol Volleyballteam | SK Aich/Dob               | 3:0 (25:23, 25:22, 25:22)               |
| 29.01.2010 | SG hotVolleys             | SK Aich/Dob               | 3:1 (25:14, 22:25, 25:16, 25:19)        |
| 05.02.2010 | Hypo Tirol Volleyballteam | SG hotVolleys             | 3:0 (27:25, 25:22, 25:23)               |

### Grunddurchgang
Abschlusstabelle
| Pl.                                | Mannschaft                            | Sp. | S  | N  | Sätze | Spiel-Pkt | Punkte |
| ---------------------------------- | ------------------------------------- | --- | -- | -- | ----- | --------- | ------ |
| 1.                                 | TSV Hartberg                          | 16  | 15 | 01 | 45:13 | 1377:1201 | 42     |
| 2.                                 | Union Volleyball Arbesbach            | 16  | 14 | 02 | 46:16 | 1449:1247 | 41     |
| 3.                                 | SG VCA Hypo Niederösterreich          | 16  | 11 | 05 | 42:19 | 1434:1222 | 36     |
| 4.                                 | SG VBK Klagenfurt                     | 16  | 11 | 05 | 39:25 | 1445:1323 | 31     |
| 5.                                 | UVC Graz                              | 16  | 07 | 09 | 30:30 | 1346:1299 | 23     |
| 6.                                 | SG SVS Sokol                          | 16  | 05 | 11 | 19:34 | 1061:1255 | 15     |
| 7.                                 | SG supervolley                        | 16  | 05 | 11 | 18:38 | 1169:1333 | 13     |
| 8.                                 | VC Jerich International               | 16  | 03 | 13 | 14:42 | 1175:1347 | 10     |
| 9.                                 | SG volleyteam Südstadt/Perchtoldsdorf | 16  | 01 | 15 | 09:45 | 1045:1274 | 05     |
| Stand: Endstand. Quelle: volleynet |                                       |     |    |    |       |           |        |

| (N) | keine Information über Aufsteiger der Saison 2008/09 |

Spiele im Detail
| Datum      | Team 1                                | Team 2                                | Ergebnis                                |
| ---------- | ------------------------------------- | ------------------------------------- | --------------------------------------- |
| 26.09.2009 | Union Volleyball Arbesbach            | SG VBK Klagenfurt                     | 2:3 (21:25, 21:25, 25:19, 25:20, 12:15) |
| 27.09.2009 | SG volleyteam Südstadt/Perchtoldsdorf | TSV Hartberg                          | 0:3 (19:25, 21:25, 20:25)               |
| 27.09.2009 | SG SVS Sokol                          | SG supervolley                        | 1:3 (21:25, 25:18, 17:25, 21:25)        |
| 27.09.2009 | VC Jerich International               | SG VCA Hypo Niederösterreich          | 0:3 (20:25, 19:25, 31:33)               |
| 03.10.2009 | UVC Graz                              | Union Volleyball Arbesbach            | 1:3 (21:25, 19:25, 25:20, 20:25)        |
| 03.10.2009 | SG supervolley                        | TSV Hartberg                          | 0:3 (16:25, 18:25, 18:25)               |
| 04.10.2009 | SG VBK Klagenfurt                     | SG volleyteam Südstadt/Perchtoldsdorf | 3:1 (25:11, 23:25, 25:18, 25:15)        |
| 04.10.2009 | SG SVS Sokol                          | VC Jerich International               | 3:0 (25:23, 26:24, 25:22)               |
| 09.10.2009 | TSV Hartberg                          | SG VBK Klagenfurt                     | 3:1 (25:22, 16:25, 25:15, 25:23)        |
| 10.10.2009 | Union Volleyball Arbesbach            | SG VCA Hypo Niederösterreich          | 3:2 (25:17, 16:25, 22:25, 25:19, 15:11) |
| 10.10.2009 | VC Jerich International               | SG supervolley                        | 3:0 (25:23, 25:20, 26:24)               |
| 10.10.2009 | SG volleyteam Südstadt/Perchtoldsdorf | UVC Graz                              | 0:3 (21:25, 22:25, 15:25)               |
| 17.10.2009 | UVC Graz                              | TSV Hartberg                          | 1:3 (20:25, 25:22, 23:25, 25:27)        |
| 17.10.2009 | SG SVS Sokol                          | Union Volleyball Arbesbach            | 0:3 (18:25, 18:25, 14:25)               |
| 17.10.2009 | SG VCA Hypo Niederösterreich          | SG volleyteam Südstadt/Perchtoldsdorf | 3:0 (25:14, 25:13, 25:15)               |
| 17.10.2009 | SG supervolley                        | SG VBK Klagenfurt                     | 3:2 (27:25, 25:22, 24:26, 22:25, 15:13) |
| 24.10.2009 | SG volleyteam Südstadt/Perchtoldsdorf | SG SVS Sokol                          | 3:0 (25:15, 25:16, 25:17)               |
| 24.10.2009 | SG VBK Klagenfurt                     | UVC Graz                              | 3:2 (19:25, 19:25, 25:20, 25:20, 15:12) |
| 24.10.2009 | TSV Hartberg                          | SG VCA Hypo Niederösterreich          | 3:2 (25:23, 19:25, 18:25, 25:23, 25:10) |
| 24.10.2009 | Union Volleyball Arbesbach            | VC Jerich International               | 3:0 (25:19, 25:16, 25:23)               |
| 30.10.2009 | SG supervolley                        | UVC Graz                              | 0:3 (15:25, 22:25, 13:25)               |
| 31.10.2009 | SG VCA Hypo Niederösterreich          | SG VBK Klagenfurt                     | 3:1 (25:19, 28:26, 23:25, 25:15)        |
| 31.10.2009 | VC Jerich International               | SG volleyteam Südstadt/Perchtoldsdorf | 3:2 (25:20, 26:28, 25:18, 18:25, 15:12) |
| 31.10.2009 | SG SVS Sokol                          | TSV Hartberg                          | 1:3 (22:25, 25:17, 23:25, 18:25)        |
| 01.11.2009 | TSV Hartberg                          | SG supervolley                        | 3:0 (25:15, 25:17, 25:17)               |
| 07.11.2009 | TSV Hartberg                          | VC Jerich International               | 3:0 (25:15, 25:19, 25:15)               |
| 07.11.2009 | UVC Graz                              | SG VCA Hypo Niederösterreich          | 2:3 (25:23, 18:25, 19:25, 27:25, 10:15) |
| 07.11.2009 | Union Volleyball Arbesbach            | SG supervolley                        | 3:0 (25:20, 25:20, 25:17)               |
| 08.11.2009 | SG VBK Klagenfurt                     | SG SVS Sokol                          | 3:0 (25:21, 25:13, 25:19)               |
| 14.11.2009 | SG supervolley                        | SG VCA Hypo Niederösterreich          | 1:3 (23:25, 15:25, 25:22, 19:25)        |
| 14.11.2009 | Union Volleyball Arbesbach            | SG volleyteam Südstadt/Perchtoldsdorf | 3:0 (25:17, 25:16, 25:15)               |
| 14.11.2009 | VC Jerich International               | SG VBK Klagenfurt                     | 2:3 (24:26, 17:25, 25:22, 25:23, 10:15) |
| 14.11.2009 | SG SVS Sokol                          | UVC Graz                              | 1:3 (13:25, 25:23, 19:25, 10:25)        |
| 21.11.2009 | SG VCA Hypo Niederösterreich          | SG SVS Sokol                          | 3:0 (25:15, 25:12, 25:8)                |
| 21.11.2009 | SG volleyteam Südstadt/Perchtoldsdorf | SG supervolley                        | 2:3 (22:25, 25:17, 25:14, 22:25, 13:15) |
| 21.11.2009 | TSV Hartberg                          | Union Volleyball Arbesbach            | 3:2 (29:31, 25:22, 21:25, 25:18, 15:13) |
| 21.11.2009 | UVC Graz                              | VC Jerich International               | 3:0 (25:23, 25:22, 25:19)               |
| 28.11.2009 | SG supervolley                        | SG SVS Sokol                          | 0:3 (18:25, 19:25, 25:27)               |
| 28.11.2009 | SG VCA Hypo Niederösterreich          | VC Jerich International               | 3:0 (25:18, 25:13, 25:15)               |
| 28.11.2009 | TSV Hartberg                          | SG volleyteam Südstadt/Perchtoldsdorf | 3:0 (25:23, 25:17, 25:19)               |
| 29.11.2009 | VC Jerich International               | SG SVS Sokol                          | 0:3 (19:25, 21:25, 20:25)               |
| 29.11.2009 | SG VBK Klagenfurt                     | Union Volleyball Arbesbach            | 2:3 (22:25, 25:23, 19:25, 25:23, 10:15) |
| 05.12.2009 | SG volleyteam Südstadt/Perchtoldsdorf | SG VBK Klagenfurt                     | 0:3 (16:25, 11:25, 20:25)               |
| 05.12.2009 | Union Volleyball Arbesbach            | UVC Graz                              | 3:2 (26:28, 25:23, 25:16, 18:25, 17:15) |
| 06.12.2009 | SG VBK Klagenfurt                     | TSV Hartberg                          | 0:3 (18:25, 20:25, 20:25)               |
| 08.12.2009 | SG VCA Hypo Niederösterreich          | Union Volleyball Arbesbach            | 1:3 (25:18, 24:26, 23:25, 16:25)        |
| 08.12.2009 | SG supervolley                        | VC Jerich International               | 3:0 (32:30, 25:19, 25:22)               |
| 08.12.2009 | UVC Graz                              | SG volleyteam Südstadt/Perchtoldsdorf | 3:0 (25:7, 25:19, 25:23)                |
| 11.12.2009 | SG volleyteam Südstadt/Perchtoldsdorf | SG VCA Hypo Niederösterreich          | 0:3 (18:25, 18:25, 18:25)               |
| 12.12.2009 | TSV Hartberg                          | UVC Graz                              | 3:0 (25:23, 25:21, 25:23)               |
| 12.12.2009 | Union Volleyball Arbesbach            | SG SVS Sokol                          | 3:0 (25:17, 25:17, 25:13)               |
| 12.12.2009 | SG VBK Klagenfurt                     | SG supervolley                        | 3:1 (22:25, 25:16, 26:24, 25:21)        |
| 18.12.2009 | SG VCA Hypo Niederösterreich          | TSV Hartberg                          | 2:3 (25:22, 27:29, 25:27, 26:24, 10:15) |
| 19.12.2009 | SG SVS Sokol                          | SG volleyteam Südstadt/Perchtoldsdorf | 3:0 (26:24, 25:17, 25:20)               |
| 19.12.2009 | UVC Graz                              | SG VBK Klagenfurt                     | 0:3 (20:25, 18:25, 19:25)               |
| 19.12.2009 | VC Jerich International               | Union Volleyball Arbesbach            | 1:3 (17:25, 25:21, 20:25, 24:26)        |
| 09.01.2010 | SG volleyteam Südstadt/Perchtoldsdorf | VC Jerich International               | 1:3 (23:25, 25:27, 25:20, 23:25)        |
| 09.01.2010 | TSV Hartberg                          | SG SVS Sokol                          | 3:1 (25:16, 21:25, 25:15, 25:20)        |
| 15.01.2010 | SG VCA Hypo Niederösterreich          | UVC Graz                              | 3:0 (25:19, 25:19, 25:21)               |
| 16.01.2010 | SG supervolley                        | Union Volleyball Arbesbach            | 1:3 (25:21, 23:25, 19:25, 27:29)        |
| 16.01.2010 | VC Jerich International               | TSV Hartberg                          | 0:3 (21:25, 19:25, 22:25)               |
| 17.01.2010 | SG SVS Sokol                          | SG VBK Klagenfurt                     | 0:3 (15:25, 19:25, 17:25)               |
| 17.01.2010 | UVC Graz                              | SG supervolley                        | 3:0 (25:16, 25:17, 25:22)               |
| 21.01.2010 | SG VCA Hypo Niederösterreich          | SG supervolley                        | 3:0 (25:19, 25:15, 25:22)               |
| 23.01.2010 | SG volleyteam Südstadt/Perchtoldsdorf | Union Volleyball Arbesbach            | 0:3 (20:25, 15:25, 20:25)               |
| 23.01.2010 | SG VBK Klagenfurt                     | VC Jerich International               | 3:0 (27:25, 25:9, 25:17)                |
| 23.01.2010 | UVC Graz                              | SG SVS Sokol                          | 1:3 (22:25, 26:24, 25:27, 26:28)        |
| 27.01.2010 | SG VBK Klagenfurt                     | SG VCA Hypo Niederösterreich          | 3:2 (25:21, 25:21, 20:25, 24:26, 20:18) |
| 30.01.2010 | SG supervolley                        | SG volleyteam Südstadt/Perchtoldsdorf | 3:0 (25:17, 25:22, 25:23)               |
| 30.01.2010 | SG SVS Sokol                          | SG VCA Hypo Niederösterreich          | 0:3 (21:25, 18:25, 15:25)               |
| 30.01.2010 | VC Jerich International               | UVC Graz                              | 2:3 (24:26, 25:21, 21:25, 25:18, 11:15) |
| 30.01.2010 | Union Volleyball Arbesbach            | TSV Hartberg                          | 3:0 (25:19, 25:18, 25:18)               |

### Play-off-Phase
Setzliste für die Play-off-Phase
1. Hypo Tirol Volleyballteam
2. SK Aich/Dob
3. SG hotVolleys Wien
4. TSV Hartberg
5. Union Volleyball Arbesbach
6. SG VBK Klagenfurt
7. SG VCA Hypo Niederösterreich
8. UVC Graz

#### Übersicht Play-off-Phase
|  | Viertelfinale (best of 3) | Viertelfinale (best of 3) | Viertelfinale (best of 3) | Viertelfinale (best of 3) | Viertelfinale (best of 3) | Viertelfinale (best of 3) | Viertelfinale (best of 3) |       |          | Halbfinale (best of 5)       | Halbfinale (best of 5)       | Halbfinale (best of 5)       | Halbfinale (best of 5)       | Halbfinale (best of 5)       | Halbfinale (best of 5)       | Halbfinale (best of 5)       |   |   | Finale (best of 7) | Finale (best of 7) | Finale (best of 7) | Finale (best of 7) | Finale (best of 7) | Finale (best of 7) | Finale (best of 7) | Finale (best of 7) | Finale (best of 7) |
|  |                           |                           |                           |                           |                           |                           |                           |       |          |                              |                              |                              |                              |                              |                              |                              |   |   |                    |                    |                    |                    |                    |                    |                    |                    |                    |
|  | 1.                        | Tirol                     | 3                         | 3                         | –                         |                           |                           |       |          |                              |                              |                              |                              |                              |                              |                              |   |   |                    |                    |                    |                    |                    |                    |                    |                    |                    |
|  | 8.                        | Graz                      | 0                         | 1                         | –                         |                           |                           |       |          |                              |                              |                              |                              |                              |                              |                              |   |   |                    |                    |                    |                    |                    |                    |                    |                    |                    |
|  | 8.                        | Graz                      | 0                         | 1                         | –                         |                           | 1.                        | Tirol | 3        | 3                            | 3                            | –                            | –                            |                              |                              |                              |   |   |                    |                    |                    |                    |                    |                    |                    |                    |                    |
|  |                           |                           |                           |                           |                           |                           |                           | Tirol | 3        | 3                            | 3                            | –                            | –                            |                              |                              |                              |   |   |                    |                    |                    |                    |                    |                    |                    |                    |                    |
|  |                           | 4.                        | Hartberg                  | 1                         | 0                         | 0                         | –                         | –     |          |                              |                              |                              |                              |                              |                              |                              |   |   |                    |                    |                    |                    |                    |                    |                    |                    |                    |
|  | 4.                        | 4.                        | Hartberg                  | 1                         | 0                         | 0                         | –                         | –     | Hartberg | 3                            | 3                            | –                            |                              |                              |                              |                              |   |   |                    |                    |                    |                    |                    |                    |                    |                    |                    |
|  | 4.                        |                           |                           |                           |                           |                           |                           |       | Hartberg | 3                            | 3                            | –                            |                              |                              |                              |                              |   |   |                    |                    |                    |                    |                    |                    |                    |                    |                    |
|  | 5.                        | Arbesbach                 | 0                         | 1                         | –                         |                           |                           |       |          |                              |                              |                              |                              |                              |                              |                              |   |   |                    |                    |                    |                    |                    |                    |                    |                    |                    |
|  |                           |                           |                           |                           |                           |                           |                           | 1.    | Tirol    | 3                            | 1                            | 2                            | 3                            | 1                            | 3                            | 3                            |   |   |                    |                    |                    |                    |                    |                    |                    |                    |                    |
|  |                           | 3.                        | Wien                      | 1                         | 3                         | 3                         | 0                         | 3     | 1        | 0                            |                              |                              |                              |                              |                              |                              |   |   |                    |                    |                    |                    |                    |                    |                    |                    |                    |
|  | 2.                        | Aich/Dob                  | 3                         | 3                         | –                         |                           |                           |       |          |                              |                              |                              |                              |                              |                              |                              |   |   |                    |                    |                    |                    |                    |                    |                    |                    |                    |
|  | 6.                        | Klagenfurt                | 0                         | 0                         | –                         |                           |                           |       |          |                              |                              |                              |                              |                              |                              |                              |   |   |                    |                    |                    |                    |                    |                    |                    |                    |                    |
|  | 6.                        | Klagenfurt                | 0                         | 0                         | –                         | 2.                        | Aich/Dob                  | 1     | 2        | 3                            | 3                            | 2                            |                              |                              |                              |                              |   |   |                    |                    |                    |                    |                    |                    |                    |                    |                    |
|  |                           |                           |                           |                           |                           |                           |                           | 1     | 2        | 3                            | 3                            | 2                            |                              |                              |                              |                              |   |   |                    |                    |                    |                    |                    |                    |                    |                    |                    |
|  |                           | 3.                        | Wien                      | 3                         | 3                         | 0                         | 2                         | 3     |          | Spiel um Platz 3 (best of 3) | Spiel um Platz 3 (best of 3) | Spiel um Platz 3 (best of 3) | Spiel um Platz 3 (best of 3) | Spiel um Platz 3 (best of 3) | Spiel um Platz 3 (best of 3) | Spiel um Platz 3 (best of 3) |   |   |                    |                    |                    |                    |                    |                    |                    |                    |                    |
|  | 3.                        | 3.                        | Wien                      | 3                         | 3                         | 0                         | 2                         | 3     | Wien     | Spiel um Platz 3 (best of 3) | Spiel um Platz 3 (best of 3) | Spiel um Platz 3 (best of 3) | Spiel um Platz 3 (best of 3) | Spiel um Platz 3 (best of 3) | Spiel um Platz 3 (best of 3) | Spiel um Platz 3 (best of 3) | 3 | 3 | –                  |                    |                    |                    |                    |                    |                    |                    |                    |
|  | 3.                        |                           |                           |                           |                           |                           |                           |       | Wien     |                              |                              |                              |                              |                              |                              |                              | 3 | 3 | –                  |                    |                    |                    |                    |                    |                    |                    |                    |
|  | 7.                        | Niederösterreich          | 1                         | 1                         | –                         |                           |                           |       | 4.       | Aich/Dob                     | 3                            | 3                            | –                            |                              |                              |                              |   |   |                    |                    |                    |                    |                    |                    |                    |                    |                    |
|  |                           |                           |                           |                           |                           |                           |                           | 3.    | Hartberg | 0                            | 0                            | –                            |                              |                              |                              |                              |   |   |                    |                    |                    |                    |                    |                    |                    |                    |                    |

Endstand Playoff
| Pl. | Mannschaft                |
| --- | ------------------------- |
| 01. | Hypo Tirol Volleyballteam |
| 02. | SG hotVolleys             |
| 03. | SK Aich/Dob               |
| 04. | TSV Hartberg              |

Teilnehmer an der MEVZA 2010/11: Hypo Tirol Volleyballteam, SG hotVolleys, SK Aich/Dob und Team Club Austria.

#### Viertelfinale
Die Vertelfinali wurden in maximal drei Spielen (best of 3) ausgespielt.
| Datum      | Team 1                       | Team 2                       | Ergebnis                         |
| ---------- | ---------------------------- | ---------------------------- | -------------------------------- |
| 20.02.2010 | SG hotVolleys                | SG VCA Hypo Niederösterreich | 3:1 (25:19, 22:25, 25:21, 25:17) |
| 26.02.2010 | SG VCA Hypo Niederösterreich | SG hotVolleys                | 1:3 (20:25, 19:25, 25:23, 18:25) |
|            |                              |                              |                                  |
| 20.02.2010 | SK Aich/Dob                  | SG VBK Klagenfurt            | 3:0 (25:22, 25:16, 25:22)        |
| 27.02.2010 | SG VBK Klagenfurt            | SK Aich/Dob                  | 0:3 (18:25, 18:25, 26:28)        |
|            |                              |                              |                                  |
| 20.02.2010 | TSV Hartberg                 | Union Volleyball Arbesbach   | 3:0 (25:22, 25:20, 25:23)        |
| 27.02.2010 | Union Volleyball Arbesbach   | TSV Hartberg                 | 1:3 (18:25, 19:25, 25:21, 21:25) |
|            |                              |                              |                                  |
| 24.02.2010 | Hypo Tirol Volleyballteam    | UVC Graz                     | 3:0 (25:21, 25:15, 25:15)        |
| 27.02.2010 | UVC Graz                     | Hypo Tirol Volleyballteam    | 1:3 (20:25, 25:23, 21:25, 18:25) |

#### Halbfinale
Die Halbfinale wurden in maximal fünf Spielen (best of 5) ausgespielt.
| Datum      | Team 1                    | Team 2                    | Ergebnis                                |
| ---------- | ------------------------- | ------------------------- | --------------------------------------- |
| 17.03.2010 | SG hotVolleys             | SK Aich/Dob               | 3:2 (25:19, 25:21, 22:25, 21:25, 15:13) |
| 20.03.2010 | SK Aich/Dob               | SG hotVolleys             | 2:3 (31:33, 25:19, 25:22, 22:25, 11:15) |
| 24.03.2010 | SG hotVolleys             | SKAich/Dob                | 0:3 (22:25, 23:25, 23:25)               |
| 27.03.2010 | SK Aich/Dob               | SG hotVolleys             | 3:2 (25:21, 23:25, 19:25, 25:20, 15:13) |
| 01.04.2010 | SK Aich/Dob               | SG hotVolleys             | 1:3 (25:21, 23:25, 19:25, 21:25)        |
|            |                           |                           |                                         |
| 17.03.2010 | Hypo Tirol Volleyballteam | TSV Hartberg              | 3:0 (25:15, 25:22, 25:13)               |
| 20.03.2010 | TSV Hartberg              | Hypo Tirol Volleyballteam | 0:3 (17:25, 13:25, 22:25)               |
| 24.03.2010 | Hypo Tirol Volleyballteam | TSV Hartberg              | 3:1 (25:19, 25:17, 26:28, 25:14)        |

#### Zwischenrunde (Platz 5 bis 8)
Die Spiele der Zwischenrunde wurden in maximal drei Spielen (best of 3) ausgespielt.
| Datum      | Team 1                       | Team 2                       | Ergebnis                                |
| ---------- | ---------------------------- | ---------------------------- | --------------------------------------- |
| 13.03.2010 | Union Volleyball Arbesbach   | UVC Graz                     | 3:2 (17:25, 25:18, 34:32, 18:25, 15:13) |
| 20.03.2010 | UVC Graz                     | Union Volleyball Arbesbach   | 0:3 (22:25, 22:25, 22:25)               |
|            |                              |                              |                                         |
| 13.03.2010 | SG VCA Hypo Niederösterreich | SG VBK Klagenfurt            | 2:3 (21:25, 25:22, 25:14, 19:25, 10:15) |
| 21.03.2010 | SG VBK Klagenfurt            | SG VCA Hypo Niederösterreich | 3:1 (25:14, 21:25, 28:26, 25:23)        |

#### Platzierungsspiele
| Datum                         | Team 1                       | Team 2                       | Ergebnis                                |
| ----------------------------- | ---------------------------- | ---------------------------- | --------------------------------------- |
| Spiel um Platz 1 (best of 7). |                              |                              |                                         |
| 05.04.2010                    | Hypo Tirol Volleyballteam    | SG hotVolleys                | 3:1 (25:18, 20:25, 25:23, 25:20)        |
| 09.04.2010                    | SG hotVolleys                | Hypo Tirol Volleyballteam    | 3:1 (25:23, 26:28, 27:25, 25:23)        |
| 12.04.2010                    | Hypo Tirol Volleyballteam    | SG hotVolleys                | 2:3 (25:15, 25:15, 22:25, 18:25, 11:15) |
| 16.04.2010                    | SG hotVolleys                | Hypo Tirol Volleyballteam    | 0:3 (21:25, 19:25, 16:25)               |
| 19.04.2010                    | Hypo Tirol Volleyballteam    | SG hotVolleys                | 3:1 (25:22, 25:22, 20:25, 25:23)        |
| 23.04.2010                    | SG hotVolleys                | Hypo Tirol Volleyballteam    | 0:3 (19:25, 24:26, 24:26)               |
| Spiel um Platz 3 (best of 3)  |                              |                              |                                         |
| 10.04.2010                    | SK Aich/Dob                  | TSV Hartberg                 | 3:0 (25:17, 25:23, 25:21)               |
| 17.04.2010                    | TSV Hartberg                 | SK Aich/Dob                  | 0:3 (13:25, 23:25, 18:25)               |
| Spiel um Platz 5 (best of 3)  |                              |                              |                                         |
| 02.04.2010                    | Union Volleyball Arbesbach   | SG VBK Klagenfurt            | 2:3 (25:18, 23:25, 25:16, 24:26, 17:19) |
| 11.04.2010                    | SG VBK Klagenfurt            | Union Volleyball Arbesbach   | 2:3 (25:21, 21:25, 25:18, 23:25, 12:15) |
| 17.04.2010                    | Union Volleyball Arbesbach   | SG VBK Klagenfurt            | 3:0 (29:27, 25:22, 27:25)               |
| Spiel um Platz 7 (best of 3)  |                              |                              |                                         |
| 14.04.2010                    | SG VCA Hypo Niederösterreich | UVC Graz                     | 3:0 (25:15, 30:28, 25:19)               |
| 17.04.2010                    | UVC Graz                     | SG VCA Hypo Niederösterreich | 0:3 (15:25, 19:25, 14:25)               |

### Spielstätten
| Verein                                | Halle                            | Kapazität |
| ------------------------------------- | -------------------------------- | --------- |
| SK Aich/Dob                           | JUFA-Arena in Bleiburg           | 1000      |
| Union Volleyball Arbesbach            | Hauptschule Arbesbach            | k. A.     |
| SG supervolley Enns                   | Sporthalle Enns                  | 400       |
| VC Jerich International               | Halle Gleisdorf                  | k. A.     |
| UVC Graz                              | BLUEBOX Graz                     | k. A.     |
| TSV Hartberg                          | Hartberghalle                    | k. A.     |
| Hypo Tirol Volleyballteam             | Universitätssporthalle Innsbruck | k. A.     |
| VBK Klagenfurt                        | Sportpark Klagenfurt             | 200       |
| SG VCA Hypo Niederösterreich          | Amstettner Johann-Pölz-Halle     | k. A.     |
| SG volleyteam Südstadt/Perchtoldsdorf | BSFZ Mehrzweckhalle              | k. A.     |
| SG hotVolleys Wien                    | Sporthalle Amstetten             | 375       |
| SG SVS Sokol Wien                     | Sporthalle Alt Erlaa             | 490       |

### Die Meistermannschaft
| Hypo Tirol Volleyballteam |
| Libero: 1. Arno Amalthof (182, 1986), 6. Frederick Laure (178, 1982) Aufspiel: 2. Claudio Carletti (193, 1982), 4. Lukas Weber (184,1987) Angriff: 3. Štefan Chrtiansky junior (207, 1989), 8. Eerik JAGO (194, 1980), 12. Alexander Berger (194, 1988) Block: 5. Daniel GAVAN (202, 1977), 11. Jakub JOSCAK (204, 1980), 14. Russel Kenneth Holmes (201, 1982) Diagonal: 9. Paulo Victor Costa da Silva (197, 1986), 10. Gabriel Chocholak (202, 1978) Variabel: 13. Leonardo Nascimento dos Santos (194, 1979) Betreuer: Trainer: Štefan Chrtiansky, Co-Trainer: Gernot Hupfauf, Statistik: Gerhard Bader, Physiotherapeut: Simon Pagitz, Manager: Hannes Kronthaler Anmerkung: Angabe der Spieler: Rückennummer, Spielername, in Klammern Größe und Jahrgang |
| Quelle: volleynet |

## 2. Liga

### Modus
In der 2. Liga spielen die Vereine in einem Grunddurchgang um die ersten Plätze für die Qualifikation für die 1. Bundesliga Aufstiegsrunde. Die letztplatzierten Teams spielen in einem Frühjahrsdurchgang um den Abstieg in die 3. Leistungsstufe.

### 2. Liga Ost

#### Grunddurchgang
Abschlusstabelle
| Pl.                                | Mannschaft                   | Sp. | S   | N   | Sätze  | Spiel-Pkt | Punkte |
| ---------------------------------- | ---------------------------- | --- | --- | --- | ------ | --------- | ------ |
| 01.                                | UVC Graz II                  | 012 | 010 | 02  | 032:11 | 01014:861 | 030    |
| 02.                                | VC Hausmannstätten           | 012 | 09  | 03  | 031:14 | 01023:921 | 026    |
| 03.                                | VC Wiener Neustadt Felixdorf | 012 | 08  | 04  | 025:16 | 0945:851  | 024    |
| 04.                                | TSV Hartberg II              | 012 | 05  | 07  | 019:23 | 0940:946  | 016    |
| 05.                                | SK Aich/Dob II               | 012 | 05  | 07  | 017:27 | 0882:994  | 013    |
| 06.                                | VC Gleisdorf II              | 012 | 03  | 09  | 017:29 | 0973:1066 | 010    |
| 07.                                | SG VBK Klagenfurt/Friesach   | 012 | 02  | 010 | 011:32 | 0855:993  | 07     |
| Stand: Endstand. Quelle: volleynet |                              |     |     |     |        |           |        |

| (N) | keine Information über Aufsteiger der Saison 2008/09 |

Spiele im Detail
| Datum      | Team 1                       | Team 2                       | Ergebnis                                |
| ---------- | ---------------------------- | ---------------------------- | --------------------------------------- |
| 26.09.2009 | SK Aich/Dob II               | UVC Graz II                  | 3:1 (17:25, 25:17, 25:19, 25:14)        |
| 27.09.2009 | VC Wiener Neustadt Felixdorf | VC Hausmannstätten           | 0:3 (16:25, 20:25, 18:25)               |
| 27.09.2009 | VC Gleisdorf II              | SG VBK Klagenfurt/Friesach   | 3:0 (26:24, 25:19, 25:16)               |
| 03.10.2009 | SK Aich/Dob II               | VC Gleisdorf II              | 3:2 (27:25, 19:25, 25:21, 21:25, 15:9)  |
| 03.10.2009 | UVC Graz II                  | VC Hausmannstätten           | 1:3 (20:25, 16:25, 25:21, 19:25)        |
| 04.10.2009 | SG VBK Klagenfurt/Friesach   | TSV Hartberg II              | 0:3 (24:26, 22:25, 22:25)               |
| 10.10.2009 | VC Wiener Neustadt Felixdorf | SG VBK Klagenfurt/Friesach   | 3:1 (25:20, 25:16, 19:25, 25:21)        |
| 10.10.2009 | VC Gleisdorf II              | UVC Graz II                  | 0:3 (21:25, 23:25, 11:25)               |
| 11.10.2009 | VC Wiener Neustadt Felixdorf | UVC Graz II                  | 1:3 (25:20, 18:25, 24:26, 17:25)        |
| 17.10.2009 | SK Aich/Dob II               | VC Wiener Neustadt Felixdorf | 0:3 (23:25, 14:25, 14:25)               |
| 17.10.2009 | SG VBK Klagenfurt/Friesach   | VC Hausmannstätten           | 0:3 (13:25, 20:25, 18:25)               |
| 17.10.2009 | VC Gleisdorf II              | TSV Hartberg II              | 3:2 (25:18, 23:25, 27:29, 29:27, 15:13) |
| 31.10.2009 | VC Hausmannstätten           | SK Aich/Dob II               | 3:0 (25:21, 25:15, 25:15)               |
| 31.10.2009 | VC Wiener Neustadt Felixdorf | VC Gleisdorf II              | 3:1 (22:25, 25:17, 25:18, 25:21)        |
| 07.11.2009 | UVC Graz II                  | SG VBK Klagenfurt/Friesach   | 3:1 (25:15, 20:25, 25:15, 25:17)        |
| 07.11.2009 | VC Gleisdorf II              | VC Hausmannstätten           | 2:3 (24:26, 25:21, 25:23, 19:25, 11:15) |
| 08.11.2009 | TSV Hartberg II              | VC Wiener Neustadt Felixdorf | 3:0 (25:21, 25:22, 25:22)               |
| 13.11.2009 | VC Hausmannstätten           | TSV Hartberg II              | 3:0 (25:23, 25:20, 25:19)               |
| 14.11.2009 | SG VBK Klagenfurt/Friesach   | SK Aich/Dob II               | 0:3 (22:25, 20:25, 16:25)               |
| 14.11.2009 | TSV Hartberg II              | UVC Graz II                  | 1:3 (25:23, 19:25, 18:25, 23:25)        |
| 21.11.2009 | UVC Graz II                  | SK Aich/Dob II               | 3:0 (25:16, 25:14, 25:14)               |
| 21.11.2009 | SG VBK Klagenfurt/Friesach   | VC Gleisdorf II              | 3:1 (20:25, 25:12, 25:18, 25:14)        |
| 21.11.2009 | VC Hausmannstätten           | VC Wiener Neustadt Felixdorf | 1:3 (21:25, 25:18, 15:25, 22:25)        |
| 22.11.2009 | TSV Hartberg II              | VC Gleisdorf II              | 0:3 (23:25, 24:26, 16:25)               |
| 28.11.2009 | VC Gleisdorf II              | SK Aich/Dob II               | 1:3 (29:27, 21:25, 23:25, 19:25)        |
| 28.11.2009 | VC Hausmannstätten           | UVC Graz II                  | 1:3 (10:25, 25:16, 31:33, 18:25)        |
| 29.11.2009 | TSV Hartberg II              | SG VBK Klagenfurt/Friesach   | 3:1 (25:15, 25:15, 22:25, 25:22)        |
| 05.12.2009 | SK Aich/Dob II               | TSV Hartberg II              | 1:3 (15:25, 18:25, 25:17, 16:25)        |
| 06.12.2009 | SG VBK Klagenfurt/Friesach   | VC Wiener Neustadt Felixdorf | 0:3 (16:25, 16:25, 14:25)               |
| 06.12.2009 | UVC Graz II                  | VC Gleisdorf II              | 3:0 (25:20, 25:17, 25:18)               |
| 12.12.2009 | VC Wiener Neustadt Felixdorf | SK Aich/Dob II               | 3:0 (25:23, 25:13, 25:12)               |
| 12.12.2009 | VC Hausmannstätten           | SG VBK Klagenfurt/Friesach   | 3:2 (18:25, 25:20, 19:25, 25:18, 15:11) |
| 19.12.2009 | SK Aich/Dob II               | VC Hausmannstätten           | 3:2 (25:23, 22:25, 25:18, 19:25, 15:7)  |
| 19.12.2009 | VC Gleisdorf II              | VC Wiener Neustadt Felixdorf | 1:3 (17:25, 25:21, 15:25, 23:25)        |
| 19.12.2009 | UVC Graz II                  | TSV Hartberg II              | 3:1 (21:25, 25:19, 25:19, 25:19)        |
| 09.01.2010 | SG VBK Klagenfurt/Friesach   | UVC Graz II                  | 0:3 (18:25, 18:25, 14:25)               |
| 09.01.2010 | VC Wiener Neustadt Felixdorf | TSV Hartberg II              | 3:0 (25:17, 25:21, 25:21)               |
| 09.01.2010 | VC Hausmannstätten           | VC Gleisdorf II              | 3:0 (25:21, 25:22, 25:18)               |
| 10.01.2010 | TSV Hartberg II              | SK Aich/Dob II               | 3:0 (25:10, 25:14, 26:24)               |
| 16.01.2010 | SK Aich/Dob II               | SG VBK Klagenfurt/Friesach   | 1:3 (18:25, 26:28, 25:20, 15:25)        |
| 16.01.2010 | TSV Hartberg II              | VC Hausmannstätten           | 0:3 (19:25, 22:25, 20:25)               |
| 16.01.2010 | UVC Graz II                  | VC Wiener Neustadt Felixdorf | 3:0 (25:23, 25:19, 25:20)               |

#### Frühjahrsdurchgang
Abschlusstabelle
| Pl.                                | Mannschaft                                   | Sp. | S | N | Sätze | Spiel-Pkt | Punkte |
| ---------------------------------- | -------------------------------------------- | --- | - | - | ----- | --------- | ------ |
|                                    | SK Aich/Dob II                               |     |   |   |       |           |        |
|                                    | TSV Hartberg II                              |     |   |   |       |           |        |
|                                    | SG VBK Klagenfurt/Friesach                   |     |   |   |       |           |        |
|                                    | SG volleyteam Südstadt/Perchtoldsdorf II (N) |     |   |   |       |           |        |
|                                    | VC Wiener Neustadt Felixdorf                 |     |   |   |       |           |        |
|                                    | VBC Weiz (N)                                 |     |   |   |       |           |        |
|                                    | VC Gleisdorf II                              |     |   |   |       |           |        |
| Stand: Endstand. Quelle: volleynet |                                              |     |   |   |       |           |        |

| (N) | Aufsteiger des Herbstdurchgangs (Grunddurchgang) |

Spiele im Detail
| Datum      | Team 1                                   | Team 2                                   | Ergebnis          |
| ---------- | ---------------------------------------- | ---------------------------------------- | ----------------- |
| 20.02.2010 | SK Aich/Dob II                           | VC Gleisdorf II                          | keine Information |
| 20.02.2010 | TSV Hartberg II                          | VC Wiener Neustadt Felixdorf             | keine Information |
| 20.02.2010 | SG volleyteam Südstadt/Perchtoldsdorf II | VBC Weiz                                 | keine Information |
| 21.02.2010 | VC Wiener Neustadt Felixdorf             | VBC Weiz                                 | keine Information |
| 21.02.2010 | TSV Hartberg II                          | SG VBK Klagenfurt/Friesach               | keine Information |
| 27.02.2010 | SG VBK Klagenfurt/Friesach               | VC Wiener Neustadt Felixdorf             | keine Information |
| 27.02.2010 | VBC Weiz                                 | VC Gleisdorf II                          | keine Information |
| 27.02.2010 | SK Aich/Dob II                           | TSV Hartberg II                          | keine Information |
| 28.02.2010 | VC Wiener Neustadt Felixdorf             | VC Gleisdorf II                          | keine Information |
| 28.02.2010 | TSV Hartberg II                          | SG volleyteam Südstadt/Perchtoldsdorf II | keine Information |
| 03.03.2010 | SG VBK Klagenfurt/Friesach               | SK Aich/Dob II                           | keine Information |
| 06.03.2010 | SG volleyteam Südstadt/Perchtoldsdorf II | SG VBK Klagenfurt/Friesach               | keine Information |
| 06.03.2010 | TSV Hartberg II                          | VBC Weiz                                 | keine Information |
| 06.03.2010 | SK Aich/Dob II                           | VC Wiener Neustadt Felixdorf             | keine Information |
| 07.03.2010 | TSV Hartberg II                          | VC Gleisdorf II                          | keine Information |
| 07.03.2010 | SG VBK Klagenfurt/Friesach               | VBC Weiz                                 | keine Information |
| 07.03.2010 | SK Aich/Dob II                           | SG volleyteam Südstadt/Perchtoldsdorf II | keine Information |
| 11.03.2010 | SG volleyteam Südstadt/Perchtoldsdorf II | TSV Hartberg II                          | keine Information |
| 13.03.2010 | VC Gleisdorf II                          | SG VBK Klagenfurt/Friesach               | keine Information |
| 13.03.2010 | VBC Weiz                                 | SK Aich/Dob II                           | keine Information |
| 13.03.2010 | SG volleyteam Südstadt/Perchtoldsdorf II | VC Wiener Neustadt Felixdorf             | keine Information |
| 14.03.2010 | VC Gleisdorf II                          | SG volleyteam Südstadt/Perchtoldsdorf II | keine Information |
| 19.03.2010 | VC Wiener Neustadt Felixdorf             | TSV Hartberg II                          | keine Information |
| 20.03.2010 | VBC Weiz                                 | SG volleyteam Südstadt/Perchtoldsdorf II | keine Information |
| 21.03.2010 | SG VBK Klagenfurt/Friesach               | TSV Hartberg II                          | keine Information |
| 21.03.2010 | SG volleyteam Südstadt/Perchtoldsdorf II | VC Gleisdorf II                          | keine Information |
| 21.03.2010 | VBC Weiz                                 | VC Wiener Neustadt Felixdorf             | keine Information |
| 25.03.2010 | SK Aich/Dob II                           | SG VBK Klagenfurt/Friesach               | keine Information |
| 26.03.2010 | VC Wiener Neustadt Felixdorf             | SG VBK Klagenfurt/Friesach               | keine Information |
| 27.03.2010 | TSV Hartberg II                          | SK Aich/Dob II                           | keine Information |
| 27.03.2010 | VC Gleisdorf II                          | VBC Weiz                                 | keine Information |
| 28.03.2010 | VC Gleisdorf II                          | VC Wiener Neustadt Felixdorf             | keine Information |
| 05.04.2010 | VBC Weiz                                 | TSV Hartberg II                          | keine Information |
| 10.04.2010 | VC Wiener Neustadt Felixdorf             | SK Aich/Dob II                           | keine Information |
| 10.04.2010 | SG VBK Klagenfurt/Friesach               | SG volleyteam Südstadt/Perchtoldsdorf II | keine Information |
| 11.04.2010 | VC Gleisdorf II                          | SK Aich/Dob II                           | keine Information |
| 15.04.2010 | VC Gleisdorf II                          | TSV Hartberg II                          | keine Information |
| 17.04.2010 | SG volleyteam Südstadt/Perchtoldsdorf II | SK Aich/Dob II                           | keine Information |
| 17.04.2010 | VBC Weiz                                 | SG VBK Klagenfurt/Friesach               | keine Information |
| 18.04.2010 | VC Wiener Neustadt Felixdorf             | SG volleyteam Südstadt/Perchtoldsdorf II | keine Information |
| 18.04.2010 | SG VBK Klagenfurt/Friesach               | VC Gleisdorf II                          | keine Information |
| 18.04.2010 | SK Aich/Dob II                           | VBC Weiz                                 | keine Information |

### 2. Liga West

#### Grunddurchgang
Abschlusstabelle
| Pl.                                | Mannschaft                   | Sp. | S   | N   | Sätze  | Spiel-Pkt   | Punkte |
| ---------------------------------- | ---------------------------- | --- | --- | --- | ------ | ----------- | ------ |
| 01.                                | SG Mils/Inzingvolley         | 16  | 13  | 03  | 041:17 | 01382:1210  | 037    |
| 02.                                | SG Schwertberg/Perg/Ried     | 016 | 012 | 04  | 041:19 | 01423:1270  | 037    |
| 03.                                | VC Brixental                 | 016 | 010 | 06  | 037:24 | 01375 :1305 | 031    |
| 04.                                | SG Kremstal-Super-Volley     | 016 | 010 | 06  | 034:32 | 01446:1422  | 027    |
| 05.                                | UVC Ried im Innkreis         | 016 | 09  | 07  | 032:30 | 01386:1361  | 026    |
| 06.                                | Hypo Tirol Volleyballteam II | 016 | 07  | 09  | 027:31 | 01275:1294  | 022    |
| 07.                                | VC Wolfurt                   | 016 | 06  | 010 | 024:34 | 01203:1276  | 017    |
| 08.                                | Powervolleys Freistadt       | 016 | 02  | 014 | 019:43 | 01269:1426  | 010    |
| 09.                                | VT Seewalchen                | 016 | 03  | 013 | 019:44 | 01273:1468  | 09     |
| Stand: Endstand. Quelle: volleynet |                              |     |     |     |        |             |        |

| (N) | keine Information über Aufsteiger der Saison 2008/09 |

Spiele im Detail
| Datum      | Team 1                       | Team 2                       | Ergebnis                                |
| ---------- | ---------------------------- | ---------------------------- | --------------------------------------- |
| 26.09.2009 | Powervolleys Freistadt       | Hypo Tirol Volleyballteam II | 0:3 (22:25, 24:26, 20:25)               |
| 26.09.2009 | SG Schwertberg/Perg/Ried     | UVC Ried im Innkreis         | 1:3 (21:25, 25:22, 21:25, 21:25)        |
| 26.09.2009 | VC Wolfurt                   | SG Kremstal-Super-Volley     | 1:3 (25:14, 20:25, 17:25, 11:25)        |
| 26.09.2009 | VT Seewalchen                | SG Mils/Inzingvolley         | 1:3 (22:25, 28:26, 23:25, 20:25)        |
| 03.10.2009 | Powervolleys Freistadt       | SG Mils/Inzingvolley         | 2:3 (14:25, 27:29, 25:14, 25:20, 11:15) |
| 03.10.2009 | VC Wolfurt                   | VC Brixental                 | 0:3 (15:25, 23:25, 20:25)               |
| 03.10.2009 | UVC Ried im Innkreis         | VT Seewalchen                | 3:1 (25:18, 23:25, 25:20, 25:17)        |
| 03.10.2009 | SG Kremstal-Super-Volley     | Hypo Tirol Volleyballteam II | 0:3 (23:25, 17:25, 23:25)               |
| 10.10.2009 | SG Schwertberg/Perg/Ried     | VC Wolfurt                   | 3:0 (25:22, 25:16, 25:20)               |
| 10.10.2009 | Powervolleys Freistadt       | UVC Ried im Innkreis         | 2:3 (21:25, 22:25, 25:18, 25:17, 13:15) |
| 10.10.2009 | VC Brixental                 | SG Kremstal-Super-Volley     | 2:3 (25:16, 25:20, 15:25, 23:25, 10:15) |
| 11.10.2009 | VT Seewalchen                | VC Wolfurt                   | 0:3 (17:25, 20:25, 20:25)               |
| 17.10.2009 | VC Wolfurt                   | VT Seewalchen                | 3:0 (25:12, 25:17, 25:13)               |
| 17.10.2009 | VC Brixental                 | SG Schwertberg/Perg/Ried     | 0:3 (22:25, 18:25, 15:25)               |
| 17.10.2009 | UVC Ried im Innkreis         | Hypo Tirol Volleyballteam II | 3:1 (25:20, 25:23, 15:25, 25:22)        |
| 17.10.2009 | SG Kremstal-Super-Volley     | SG Mils/Inzingvolley         | 1:3 (25:22, 21:25, 22:25, 20:25)        |
| 18.10.2009 | Hypo Tirol Volleyballteam II | SG Mils/Inzingvolley         | 0:3 (15:25, 20:25, 22:25)               |
| 24.10.2009 | VT Seewalchen                | VC Brixental                 | 3:1 (25:23, 23:25, 25:20, 25:23)        |
| 24.10.2009 | SG Mils/Inzingvolley         | UVC Ried im Innkreis         | 3:0 (25:20, 29:27, 31:29)               |
| 24.10.2009 | Powervolleys Freistadt       | VC Wolfurt                   | 3:0 (25:15, 25:18, 25:22)               |
| 24.10.2009 | SG Schwertberg/Perg/Ried     | SG Kremstal-Super-Volley     | 3:2 (25:17, 22:25, 23:25, 25:20, 17:15) |
| 31.10.2009 | SG Kremstal-Super-Volley     | UVC Ried im Innkreis         | 0:3 (16:25, 20:25, 20:25)               |
| 31.10.2009 | SG Schwertberg/Perg/Ried     | VT Seewalchen                | 3:0 (25:20, 25:18, 25:16)               |
| 31.10.2009 | VC Brixental                 | Powervolleys Freistadt       | 3:1 (25:19, 30:28, 16:25, 25:22)        |
| 01.11.2009 | VC Wolfurt                   | Hypo Tirol Volleyballteam II | 3:2 (25:21, 24:26, 22:25, 25:17, 15:10) |
| 06.11.2009 | Powervolleys Freistadt       | SG Schwertberg/Perg/Ried     | 1:3 (26:24, 23:25, 18:25, 18:25)        |
| 07.11.2009 | SG Mils/Inzingvolley         | VC Wolfurt                   | 3:1 (22:25, 25:13, 25:14, 25:22)        |
| 07.11.2009 | Hypo Tirol Volleyballteam II | VC Brixental                 | 2:3 (26:24, 23:25, 23:25, 25:23, 11:15) |
| 07.11.2009 | VT Seewalchen                | SG Kremstal-Super-Volley     | 1:3 (25:22, 19:25, 26:28, 20:25)        |
| 08.11.2009 | Hypo Tirol Volleyballteam II | VC Wolfurt                   | 0:3 (22:25, 22:25, 17:25)               |
| 14.11.2009 | SG Schwertberg/Perg/Ried     | Hypo Tirol Volleyballteam II | 3:1 (25:22, 18:25, 30:28, 25:19)        |
| 14.11.2009 | VC Brixental                 | SG Mils/Inzingvolley         | 3:1 (25:17, 19:25, 25:22, 25:17)        |
| 14.11.2009 | VC Wolfurt                   | UVC Ried im Innkreis         | 2:3 (25:22, 25:21, 19:25, 12:25, 11:15) |
| 14.11.2009 | VT Seewalchen                | Powervolleys Freistadt       | 3:2 (25:20, 24:26, 23:25, 25:19, 16:14) |
| 21.11.2009 | SG Schwertberg/Perg/Ried     | SG Mils/Inzingvolley         | 3:1 (25:20, 25:23, 24:26, 25:23)        |
| 21.11.2009 | UVC Ried im Innkreis         | VC Brixental                 | 1:3 (17:25, 25:18, 20:25, 23:25)        |
| 21.11.2009 | Hypo Tirol Volleyballteam II | VT Seewalchen                | 3:0 (25:13, 25:18, 25:23)               |
| 21.11.2009 | Powervolleys Freistadt       | SG Kremstal-Super-Volley     | 2:3 (23:25, 25:19, 25:22, 13:25, 11:15) |
| 28.11.2009 | SG Kremstal-Super-Volley     | VC Wolfurt                   | 3:1 (25:20, 25:22, 17:25, 25:14)        |
| 28.11.2009 | UVC Ried im Innkreis         | SG Schwertberg/Perg/Ried     | 0:3 (16:25, 20:25, 16:25)               |
| 28.11.2009 | SG Mils/Inzingvolley         | VT Seewalchen                | 3:1 (25:10, 25:22, 23:25, 25:23)        |
| 28.11.2009 | Hypo Tirol Volleyballteam II | Powervolleys Freistadt       | 3:1 (25:15, 25:14, 20:25, 25:18)        |
| 29.11.2009 | Hypo Tirol Volleyballteam II | SG Kremstal-Super-Volley     | 3:1 (19:25, 27:25, 28:26, 25:15)        |
| 29.11.2009 | VC Brixental                 | VC Wolfurt                   | 3:0 (25:16, 25:20, 25:19)               |
| 29.11.2009 | VT Seewalchen                | UVC Ried im Innkreis         | 3:2 (20:25, 26:28, 25:21, 25:22, 15:12) |
| 29.11.2009 | SG Mils/Inzingvolley         | Powervolleys Freistadt       | 3:0 (25:15, 25:17, 25:10)               |
| 04.12.2009 | SG Mils/Inzingvolley         | Hypo Tirol Volleyballteam II | 3:0 (26:24, 25:18, 25:22)               |
| 05.12.2009 | UVC Ried im Innkreis         | Powervolleys Freistadt       | 3:1 (25:22, 25:21, 22:25, 25:16)        |
| 05.12.2009 | VC Wolfurt                   | SG Schwertberg/Perg/Ried     | 3:2 (25:16, 20:25, 23:25, 25:20, 15:12) |
| 06.12.2009 | Hypo Tirol Volleyballteam II | UVC Ried im Innkreis         | 0:3 (18:25, 20:25, 20:25)               |
| 06.12.2009 | SG Kremstal-Super-Volley     | VC Brixental                 | 3:1 (25:17, 25:19, 20:25, 25:10)        |
| 08.12.2009 | SG Schwertberg/Perg/Ried     | VC Brixental                 | 3:1 (25:17, 29:31, 25:23, 30:28)        |
| 08.12.2009 | SG Mils/Inzingvolley         | SG Kremstal-Super-Volley     | 3:0 (25:17, 25:17, 25:16)               |
| 12.12.2009 | VC Brixental                 | VT Seewalchen                | 3:0 (25:17, 25:16, 25:18)               |
| 12.12.2009 | UVC Ried im Innkreis         | SG Mils/Inzingvolley         | 0:3 (19:25, 16:25, 20:25)               |
| 12.12.2009 | VC Wolfurt                   | Powervolleys Freistadt       | 3:0 (26:24, 25:22, 25:20)               |
| 12.12.2009 | SG Kremstal-Super-Volley     | SG Schwertberg/Perg/Ried     | 3:2 (20:25, 26:24, 21:25, 25:17, 15:12) |
| 19.12.2009 | UVC Ried im Innkreis         | SG Kremstal-Super-Volley     | 1:3 (24:26, 27:25, 23:25, 18:25)        |
| 19.12.2009 | VT Seewalchen                | SG Schwertberg/Perg/Ried     | 1:3 (17:25, 26:24, 15:25, 14:25)        |
| 19.12.2009 | Powervolleys Freistadt       | VC Brixental                 | 0:3 (13:25, 18:25, 17:25)               |
| 08.01.2010 | VC Wolfurt                   | SG Mils/Inzingvolley         | 0:3 (22:25, 20:25, 20:25)               |
| 09.01.2010 | VC Brixental                 | Hypo Tirol Volleyballteam II | 3:0 (25:21, 25:15, 25:15)               |
| 09.01.2010 | SG Schwertberg/Perg/Ried     | Powervolleys Freistadt       | 3:0 (25:14, 25:16, 25:20)               |
| 10.01.2010 | SG Kremstal-Super-Volley     | VT Seewalchen                | 3:2 (25:17, 25:20, 18:25, 24:26, 15:10) |
| 15.01.2010 | Powervolleys Freistadt       | VT Seewalchen                | 3:1 (17:25, 25:23, 25:23, 25:16)        |
| 16.01.2010 | UVC Ried im Innkreis         | VC Wolfurt                   | 3:1 (17:25, 25:18, 25:18, 25:14)        |
| 16.01.2010 | SG Mils/Inzingvolley         | VC Brixental                 | 3:2 (22:25, 26:24, 22:25, 25:17, 15:8)  |
| 16.01.2010 | Hypo Tirol Volleyballteam II | SG Schwertberg/Perg/Ried     | 3:0 (28:26, 25:21, 25:21)               |
| 17.01.2010 | SG Mils/Inzingvolley         | SG Schwertberg/Perg/Ried     | 0:3 (23:25, 22:25, 22:25)               |
| 17.01.2010 | VC Brixental                 | UVC Ried im Innkreis         | 3:1 (25:18, 25:22, 17:25, 25:21)        |
| 17.01.2010 | VT Seewalchen                | Hypo Tirol Volleyballteam II | 2:3 (16:25, 25:16, 25:14, 20:25, 7:15)  |
| 17.01.2010 | SG Kremstal-Super-Volley     | Powervolleys Freistadt       | 3:1 (25:17, 25:21, 23:25, 25:23)        |

#### Frühjahrsdurchgang
Abschlusstabelle Pool A
| Pl.                                | Mannschaft                   | Sp. | S | N | Sätze | Spiel-Pkt | Punkte |
| ---------------------------------- | ---------------------------- | --- | - | - | ----- | --------- | ------ |
| 01.                                | PSV/MusGym VBG Salzburg (N)  |     |   |   |       |           |        |
| 02.                                | VC Brixental                 |     |   |   |       |           |        |
| 03.                                | VC Wolfurt                   |     |   |   |       |           |        |
| 04.                                | Hypo Tirol Volleyballteam II |     |   |   |       |           |        |
| 05.                                | Union ADM Linz (N)           |     |   |   |       |           |        |
| Stand: Endstand. Quelle: volleynet |                              |     |   |   |       |           |        |

| (N) | Aufsteiger des Herbstdurchgangs (Grunddurchgang) |

Spiele im Detail
| Datum      | Team 1                       | Team 2                       | Ergebnis                                |
| ---------- | ---------------------------- | ---------------------------- | --------------------------------------- |
| 20.02.2010 | Hypo Tirol Volleyballteam II | PSV/MusGym VBG Salzburg      | 1:3 (19:25, 17:25, 25:22, 21:25)        |
| 20.02.2010 | Union ADM Linz               | VC Brixental                 | 0:3 (23:25, 23:25, 19:25)               |
| 21.02.2010 | VC Wolfurt                   | Hypo Tirol Volleyballteam II | 2:3 (25:22, 19:25, 25:20, 21:25, 12:15) |
| 21.02.2010 | Union ADM Linz               | PSV/MusGym VBG Salzburg      | 1:3 (25:22, 10:25, 17:25, 25:27)        |
| 27.02.2010 | PSV/MusGym VBG Salzburg      | VC Wolfurt                   | 3:1 (20:25, 25:20, 25:23, 25:21)        |
| 27.02.2010 | Hypo Tirol Volleyballteam II | VC Brixental                 | 2:3 (25:21, 13:25, 25:19, 21:25, 6:15)  |
| 28.02.2010 | Union ADM Linz               | VC Wolfurt                   | 1:3 (20:25, 25:23, 20:25, 20:25)        |
| 28.02.2010 | VC Brixental                 | PSV/MusGym VBG Salzburg      | 2:3 (25:19, 25:19, 21:25, 21:25, 9:15)  |
| 06.03.2010 | VC Brixental                 | VC Wolfurt                   | 3:2 (18:25, 25:18, 20:25, 25:19, 15:11) |
| 06.03.2010 | Hypo Tirol Volleyballteam II | Union ADM Linz               | 3:0 (25:16, 25:15, 25:11)               |
| 07.03.2010 | VC Brixental                 | Union ADM Linz               | 3:1 (30:28, 25:18, 20:25, 25:20)        |
| 07.03.2010 | PSV/MusGym VBG Salzburg      | Hypo Tirol Volleyballteam II | 3:0 (25:12, 25:17, 25:22)               |
| 13.03.2010 | PSV/MusGym VBG Salzburg      | Union ADM Linz               | 3:0 (25:18, 25:19, 25:22)               |
| 14.03.2010 | Hypo Tirol Volleyballteam II | VC Wolfurt                   | 3:0 (25:15, 25:18, 25:20)               |
| 20.03.2010 | VC Brixental                 | Hypo Tirol Volleyballteam II | 3:2 (25:16, 28:30, 24:26, 25:22, 15:13) |
| 20.03.2010 | VC Wolfurt                   | PSV/MusGym VBG Salzburg      | 3:0 (25:14, 25:22, 25:21)               |
| 21.03.2010 | PSV/MusGym VBG Salzburg      | VC Brixental                 | 1:3 (25:22, 21:25, 23:25, 26:28)        |
| 21.03.2010 | VC Wolfurt                   | Union ADM Linz               | 3:0 (30:28, 25:13, 25:18)               |
| 27.03.2010 | VC Wolfurt                   | VC Brixental                 | 3:1 (21:25, 25:20, 25:21, 25:19)        |
| 27.03.2010 | Union ADM Linz               | Hypo Tirol Volleyballteam II | 0:3 (15:25, 20:25, 21:25)               |

Abschlusstabelle Pool B
| Pl.                                | Mannschaft               | Sp. | S | N | Sätze | Spiel-Pkt | Punkte |
| ---------------------------------- | ------------------------ | --- | - | - | ----- | --------- | ------ |
| 01.                                | UVC Ried im Innkreis     |     |   |   |       |           |        |
| 02.                                | SG Kremstal-Super-Volley |     |   |   |       |           |        |
| 03.                                | ATSV Seewalchen          |     |   |   |       |           |        |
| 04.                                | Powervolleys Freistadt   |     |   |   |       |           |        |
| Stand: Endstand. Quelle: volleynet |                          |     |   |   |       |           |        |

Spiele im Detail
| Datum      | Team 1                   | Team 2                   | Ergebnis                                |
| ---------- | ------------------------ | ------------------------ | --------------------------------------- |
| 20.02.2010 | UVC Ried im Innkreis     | Powervolleys Freistadt   | 3:0 (25:20, 25:19, 25:20)               |
| 21.03.2010 | SG Kremstal-Super-Volley | ATSV Seewalchen          | 3:2 (26:24, 18:25, 25:18, 16:25, 17:15) |
| 28.02.2010 | ATSV Seewalchen          | Powervolleys Freistadt   | 2:3 (25:13, 18:25, 19:25, 25:19, 10:15) |
| 06.03.2010 | Powervolleys Freistadt   | SG Kremstal-Super-Volley | 3:2 (20:25, 29:27, 22:25, 25:7, 15:12)  |
| 06.03.2010 | UVC Ried im Innkreis     | ATSV Seewalchen          | 3:2 (28:26, 20:25, 22:25, 25:13, 15:10) |
| 13.03.2010 | Powervolleys Freistadt   | UVC Ried im Innkreis     | 1:3 (20:25, 20:25, 25:23, 17:25)        |
| 13.03.2010 | ATSV Seewalchen          | SG Kremstal-Super-Volley | 3:2 (25:16, 15:25, 25:18, 20:25, 15:10) |
| 14.03.2010 | SG Kremstal-Super-Volley | UVC Ried im Innkreis     | 1:3 (20:25, 21:25, 25:22, 21:25)        |
| 20.03.2010 | UVC Ried im Innkreis     | SG Kremstal-Super-Volley | 1:3 (25:22, 13:25, 13:25, 15:25)        |
| 20.03.2010 | Powervolleys Freistadt   | ATSV Seewalchen          | 3:2 (25:27, 25:18, 25:18, 21:25, 15:11) |
| 27.03.2010 | ATSV Seewalchen          | UVC Ried im Innkreis     | 3:1 (25:19, 27:25, 20:25, 25:21)        |
| 27.03.2010 | SG Kremstal-Super-Volley | Powervolleys Freistadt   | 3:0 (25:14, 25:15, 25:21)               |

Finale
| Datum      | Team 1                  | Team 2                  | Ergebnis                                |
| ---------- | ----------------------- | ----------------------- | --------------------------------------- |
| 10.04.2010 | UVC Ried im Innkreis    | PSV/MusGym VBG Salzburg | 3:2 (25:19, 21:25, 25:27, 30:28, 15:11) |
| 17.04.2010 | PSV/MusGym VBG Salzburg | UVC Ried im Innkreis    | 2:3 (25:21, 25:14, 20:25, 23:25, 13:15) |

## Aufstiegsrunde

### Modus
Die letzten Teams des Grunddurchgangs in der 1. Bundesliga nehmen an der Aufstiegsrunde teil, in der sie gegen die besten Teams des Grunddurchganges der 2. Ligen Ost und 2. Liga West um den Verbleib in der höchsten österreichischen Spielklasse kämpfen. Es spielen acht Mannschaften in einer Hin- und Rückrunde in 14 Runden gegeneinander. Die vier erstplatzierten Mannschaften sind für die 1. Bundesliga 2010/11 qualifiziert.

### 1. Bundesliga Aufstiegsrunde
Abschlusstabelle
| Pl.                                | Mannschaft                            | Sp. | S | N | Sätze | Spiel-Pkt | Punkte |
| ---------------------------------- | ------------------------------------- | --- | - | - | ----- | --------- | ------ |
| 01.                                | SG supervolley                        |     |   |   |       |           |        |
| 02.                                | VC Jerich International               |     |   |   |       |           |        |
| 03.                                | SG volleyteam Südstadt/Perchtoldsdorf |     |   |   |       |           |        |
| 04.                                | SG SVS Sokol                          |     |   |   |       |           |        |
| 05.                                | SG Schwertberg/Perg/Ried              |     |   |   |       |           |        |
| 06.                                | UVC Graz II                           |     |   |   |       |           |        |
| 07.                                | SG Mils/Inzingvolley                  |     |   |   |       |           |        |
| 08.                                | VC Hausmannstätten                    |     |   |   |       |           |        |
| Stand: Endstand. Quelle: volleynet |                                       |     |   |   |       |           |        |

Spiele im Detail
| Datum      | Team 1                                | Team 2                                | Ergebnis                                |
| ---------- | ------------------------------------- | ------------------------------------- | --------------------------------------- |
| 20.02.2010 | UVC Graz II                           | VC Hausmannstätten                    | 3:1 (20:25, 28:26, 25:18, 28:26)        |
| 20.02.2010 | SG Schwertberg/Perg/Ried              | VC Jerich International               | 3:1 (23:25, 25:16, 25:23, 25:23)        |
| 20.02.2010 | SG SVS Sokol                          | SG supervolley                        | 2:3 (24:26, 26:24, 22:25, 25:19, 13:15) |
| 20.02.2010 | SG volleyteam Südstadt/Perchtoldsdorf | SG Mils/Inzingvolley                  | 3:0 (25:21, 25:19, 31:29)               |
| 21.02.2010 | UVC Graz II                           | SG SVS Sokol                          | 2:3 (26:28, 25:14, 28:30, 25:19, 13:15) |
| 21.02.2010 | VC Hausmannstätten                    | SG Mils/Inzingvolley                  | 3:1 (25:20, 25:16, 24:26, 26:24)        |
| 27.02.2010 | UVC Graz II                           | SG Schwertberg/Perg/Ried              | 2:3 (25:20, 23:25, 25:11, 19:25, 11:15) |
| 27.02.2010 | SG Mils/Inzingvolley                  | VC Jerich International               | 3:1 (25:20, 27:25, 17:25, 25:23)        |
| 27.02.2010 | SG volleyteam Südstadt/Perchtoldsdorf | SG supervolley                        | 0:3 (22:25, 17:25, 18:25)               |
| 27.02.2010 | SG SVS Sokol                          | VC Hausmannstätten                    | 3:0 (25:22, 25:19, 25:19)               |
| 28.02.2010 | VC Hausmannstätten                    | VC Jerich International               | 1:3 (24:26, 25:21, 19:25, 15:25)        |
| 28.02.2010 | SG SVS Sokol                          | SG Schwertberg/Perg/Ried              | 3:0 (25:19, 25:22, 27:25)               |
| 28.02.2010 | UVC Graz II                           | SG volleyteam Südstadt/Perchtoldsdorf | 3:0 (36:34, 25:20, 25:21)               |
| 06.03.2010 | SG Mils/Inzingvolley                  | UVC Graz II                           | 0:3 (19:25, 21:25, 23:25)               |
| 06.03.2010 | VC Jerich International               | SG supervolley                        | 1:3 (21:25, 17:25, 25:20, 18:25)        |
| 06.03.2010 | SG volleyteam Südstadt/Perchtoldsdorf | SG SVS Sokol                          | 0:3 (18:25, 16:25, 20:25)               |
| 06.03.2010 | SG Schwertberg/Perg/Ried              | VC Hausmannstätten                    | 3:0 (25:20, 25:17, 25:22)               |
| 07.03.2010 | UVC Graz II                           | VC Jerich International               | 0:3 (23:25, 12:25, 20:25)               |
| 07.03.2010 | VC Hausmannstätten                    | SG supervolley                        | 2:3 (15:25, 25:21, 11:25, 25:22, 11:15) |
| 07.03.2010 | SG Schwertberg/Perg/Ried              | SG volleyteam Südstadt/Perchtoldsdorf | 1:3 (25:17, 15:25, 23:25, 23:25)        |
| 12.03.2010 | SG Schwertberg/Perg/Ried              | UVC Graz II                           | 3:1 (20:25, 25:20, 25:18, 26:24)        |
| 13.03.2010 | SG Mils/Inzingvolley                  | SG Schwertberg/Perg/Ried              | 1:3 (21:25, 25:22, 20:25, 20:25)        |
| 13.03.2010 | SG volleyteam Südstadt/Perchtoldsdorf | VC Hausmannstätten                    | 3:1 (25:22, 26:28, 25:13, 25:19)        |
| 13.03.2010 | VC Jerich International               | SG SVS Sokol                          | 3:0 (25:22, 25:21, 25:17)               |
| 13.03.2010 | SG supervolley                        | UVC Graz II                           | 3:1 (25:9, 25:19, 18:25, 25:23)         |
| 14.03.2010 | SG SVS Sokol                          | SG volleyteam Südstadt/Perchtoldsdorf | 0:3 (24:26, 20:25, 21:25)               |
| 14.03.2010 | SG supervolley                        | SG Mils/Inzingvolley                  | 3:1 (25:12, 25:12, 24:26, 25:15)        |
| 20.03.2010 | VC Hausmannstätten                    | UVC Graz II                           | 2:3 (24:26, 25:22, 25:27, 25:14, 9:15)  |
| 20.03.2010 | SG supervolley                        | SG SVS Sokol                          | 3:1 (18:25, 25:17, 25:23, 25:22)        |
| 20.03.2010 | VC Jerich International               | SG Schwertberg/Perg/Ried              | 3:1 (25:23, 21:25, 25:23, 25:12)        |
| 20.03.2010 | SG Mils/Inzingvolley                  | SG volleyteam Südstadt/Perchtoldsdorf | 3:2 (25:22, 25:20, 20:25, 15:25, 15:13) |
| 21.03.2010 | SG volleyteam Südstadt/Perchtoldsdorf | VC Jerich International               | 1:3 (25:22, 20:25, 21:25, 18:25)        |
| 21.03.2010 | SG SVS Sokol                          | UVC Graz II                           | 3:0 (25:21, 25:22, 25:15)               |
| 21.03.2010 | SG Schwertberg/Perg/Ried              | SG supervolley                        | 3:2 (15:25, 14:25, 25:23, 25:18, 15:9)  |
| 21.03.2010 | SG Mils/Inzingvolley                  | VC Hausmannstätten                    | 3:1 (25:21, 25:20, 19:25, 25:16)        |
| 26.03.2010 | VC Hausmannstätten                    | SG SVS Sokol                          | 3:2 (25:22, 21:25, 25:19, 17:25, 16:14) |
| 27.03.2010 | VC Jerich International               | SG Mils/Inzingvolley                  | 3:0 (25:20, 25:19, 25:23)               |
| 28.03.2010 | SG Schwertberg/Perg/Ried              | SG SVS Sokol                          | 2:3 (19:25, 25:23, 27:25, 25:27, 13:15) |
| 28.03.2010 | SG volleyteam Südstadt/Perchtoldsdorf | UVC Graz II                           | 3:0 (30:28, 25:19, 25:20)               |
| 28.03.2010 | SG Mils/Inzingvolley                  | SG supervolley                        | 1:3 (15:25, 25:23, 20:25, 23:25)        |
| 28.03.2010 | VC Jerich International               | VC Hausmannstätten                    | 3:0 (25:10, 25:21, 26:24)               |
| 02.04.2010 | UVC Graz II                           | SG Mils/Inzingvolley                  | 3:1 (25:20, 25:22, 22:25, 25:21)        |
| 10.04.2010 | VC Hausmannstätten                    | SG Schwertberg/Perg/Ried              | 0:3 (21:25, 24:26, 19:25)               |
| 10.04.2010 | SG supervolley                        | SG volleyteam Südstadt/Perchtoldsdorf | 3:0 (25:14, 25:22, 25:15)               |
| 11.04.2010 | SG supervolley                        | SG Schwertberg/Perg/Ried              | 3:0 (27:25, 25:19, 25:19)               |
| 11.04.2010 | VC Jerich International               | SG volleyteam Südstadt/Perchtoldsdorf | 2:3 (19:25, 27:29, 25:17, 27:25, 10:15) |
| 14.04.2010 | SG supervolley                        | VC Jerich International               | 3:0 (25:23, 25:21, 25:19)               |
| 16.04.2010 | SG supervolley                        | VC Hausmannstätten                    | 3:0 (25:13, 25:16, 25:19)               |
| 17.04.2010 | SG Mils/Inzingvolley                  | SG SVS Sokol                          | 0:3 (19:25, 15:25, 16:25)               |
| 17.04.2010 | SG volleyteam Südstadt/Perchtoldsdorf | SG Schwertberg/Perg/Ried              | 3:1 (25:20, 25:23, 17:25, 25:22)        |
| 17.04.2010 | VC Jerich International               | UVC Graz II                           | 3:0 (25:22, 25:21, 25:13)               |
| 18.04.2010 | VC Hausmannstätten                    | SG volleyteam Südstadt/Perchtoldsdorf | 0:3 (19:25, 24:26, 21:25)               |
| 18.04.2010 | UVC Graz II                           | SG supervolley                        | 3:2 (23:25, 25:23, 27:29, 25:22, 21:19) |
| 18.04.2010 | SG SVS Sokol                          | VC Jerich International               | 0:3 (15:25, 23:25, 18:25)               |
| 18.04.2010 | SG Schwertberg/Perg/Ried              | SG Mils/Inzingvolley                  | 3:0 (25:17, 25:23, 25:21)               |